# Styrelsesloven
Lov om kommunernes styrelse, i daglig tale blot Styrelsesloven fastlægger de lovmæssige rammer, som landets 98 (2007) kommuner fungerer under. I loven fastlægges det bl.a., at en kommunalbestyrelse højst kan bestå af 31 medlemmer, dog 55 i København.